# Rock and Roll Music to the World
Albums de Ten Years After
A Space in Time
(1971) Recorded Live
(1973)
Rock & Roll Music to the World est le septième album studio du groupe de blues rock britannique Ten Years After, sorti en octobre 1972.
Il s'est classé 27e au Royaume-Uni et 43e aux États-Unis,.

## Titres
Toutes les chansons sont d'Alvin Lee.

### Face 1
1. You Give Me Loving – 6:33
2. Convention Prevention – 4:23
3. Turned-Off TV Blues – 5:13
4. Standing at the Station – 7:11

### Face 2
1. You Can't Win Them All – 4:06
2. Religion – 5:49
3. Choo Choo Mama – 4:02
4. Tomorrow I'll Be Out of Town – 4:29
5. Rock & Roll Music to the World – 3:47

## Musiciens
- Alvin Lee : chant, guitare
- Chick Churchill : orgue
- Leo Lyons : basse
- Ric Lee : batterie